# Hemiphylacus alatostylus
Hemiphylacus alatostylus är en sparrisväxtart som beskrevs av L.Hern. Hemiphylacus alatostylus ingår i släktet Hemiphylacus och familjen sparrisväxter. Inga underarter finns listade i Catalogue of Life.